# 1161

## Родени
- 22 февруари – Инокентий III, римски папа